# Septoria trollii
Septoria trollii är en svampart som beskrevs av Sacc. & G. Winter 1883. Septoria trollii ingår i släktet Septoria och familjen Mycosphaerellaceae.   Inga underarter finns listade i Catalogue of Life.